# Регистр процессора
Реги́стр проце́ссора — поле заданной длины во внутрипроцессорной сверхбыстрой оперативной памяти (СОЗУ). Используется самим процессором, может быть как доступным, так и не доступным программно. Например, при выборке из памяти очередной команды она помещается в регистр команд, обращение к которому программист прописать не может.

## Программно недоступные регистры
Программно недоступные регистры — любые процессорные регистры, к которым невозможно так или иначе обратиться из выполняемой программы. Пример таких регистров — уже упомянутый регистр команд.

## Программно доступные регистры
Программно доступные регистры есть те, к которым возможно так или иначе обратиться из выполняемой программы. Практически каждый такой регистр обозначается своим именем-идентификатором на уровне языка ассемблера и соответствующим числовым кодом-идентификатором на уровне машинного языка. По уровню доступности программно доступные регистры неодинаковы и практически делятся на две большие подгруппы:
- системные регистры — любые регистры, программно доступные только системным программам (например, ядру операционной системы), имеющим достаточный для этого уровень системных привилегий/прав. В терминах многих машинных систем такой уровень привилегий часто называется «уровнем/режимом ядра» или «режимом супервизора». Для всех прочих программ — работающих в «режиме пользователя» — эти регистры недоступны. Примеры таких регистров: управляющие регистры и теневые регистры дескрипторов сегментов.
- регистры общего назначения (РОН) — регистры, доступные любым программам. В частности, регистры, используемые без ограничения в арифметических и логических операциях, но имеющие определённые аппаратные ограничения (например, в строковых РОН). Эти регистры не характерны для эпохи мейнфреймов типа IBM/370[1] и стали популярными в микропроцессорах архитектуры X86 — Intel 8085, Intel 8086 и последующих[2].

Специальные регистры содержат данные, необходимые для работы процессора — смещения базовых таблиц, уровни доступа и т. д.
Часть специальных регистров принадлежит устройству управления, которое управляет процессором путём генерации последовательности микрокоманд.
Доступ к значениям, хранящимся в регистрах, осуществляется непосредственно на тактовой частоте процессора и, как правило, в несколько раз быстрее, чем доступ к полям в оперативной памяти (даже если кеш-память содержит нужные данные), но объём оперативной памяти намного превосходит суммарный объём процессорных регистров, суммарная «ёмкость» регистров общего назначения/данных для x86-процессоров (например, Intel 80386 и более новых) 8 регистров по 4 байта = 32 байта (В x86-64-процессорах — 16 по 8 байт = 128 байт и некоторое количество векторных регистров).

## Некоторые примеры
В таблице показано количество регистров общего назначения в нескольких распространённых архитектурах микропроцессоров. Стоит отметить, что в некоторых архитектурах использование отдельных регистров может быть осложнено. Так, в SPARC и MIPS регистр номер 0 не сохраняет информацию и всегда считывается как 0, а в процессорах x86 с регистром ESP (указатель на стек) могут работать лишь некоторые команды.
| Архитектура        | Целочисленных регистров | FP- регистров              | Примечания                                                                            |
| ------------------ | ----------------------- | -------------------------- | ------------------------------------------------------------------------------------- |
| x86-32             | 8                       | 8                          |                                                                                       |
| x86-64             | 16                      | 16                         |                                                                                       |
| IBM System/360     | 16                      | 4                          |                                                                                       |
| z/Architecture     | 16                      | 16                         |                                                                                       |
| Itanium            | 128                     | 128                        |                                                                                       |
| SPARC              | 31                      | 32                         | Регистр 0 (глобальный) всегда занулён                                                 |
| IBM Cell           | 4~16                    | 1~4                        |                                                                                       |
| IBM POWER          | 32                      | 32                         |                                                                                       |
| Power Architecture | 32                      | 32                         |                                                                                       |
| Alpha              | 32                      | 32                         |                                                                                       |
| 6502               | 3                       | 0                          |                                                                                       |
| W65C816S           | 5                       | 0                          |                                                                                       |
| PIC                | 1                       | 0                          |                                                                                       |
| AVR                | 32                      | 0                          |                                                                                       |
| ARM 32-bit         | 16                      | различное                  |                                                                                       |
| ARM 64-bit         | 31                      | 32                         |                                                                                       |
| MIPS               | 31                      | 32                         | Регистр 0 всегда занулён                                                              |
| RISC-V             | 31                      | 32                         | Дополнительно есть регистр 0, который всегда возвращает ноль                          |
| Эльбрус 2000       | 256                     | совмещены с целочисленными | 32 двухразрядных регистра, 256 = 32 глобальных регистра + 224 регистра стека процедур |